# Ак-Суг
Ак-Суг (Ак-Сук, устар. Аксук; тув. Ак-Суг — «белая вода»; в верховье Ак-Хем) — река в России, в Республике Тыва, левый приток Хемчика.
Длина реки — 160 км, площадь водосборного бассейна — 3170 км². Среднегодовой расход воды — 14 м³/с. В долине развито сельское хозяйство с орошением. Годовое водопотребление составляет 1 % годового стока реки (15 млн м³).
Ак-Суг впадает в Хемчик на 99 км от его устья. Река имеет 46 притоков менее 10 км, общая длина которых составляет 173 км, также на водосборе расположены 82 озера, общая площадь которых составляет 10,23 км².
В истоках реки Ак-Суг расположена гора Кызыл-Тайга.

## Населённые пункты в долине реки
Бора-Тайга — село в Сут-Хольского кожууне.

## Топографические карты
- Лист карты M-46-I Энге-Бельдир. Масштаб: 1 : 200 000. Указать дату выпуска/состояния местности.